# ワルチング・マチルダ
「ワルチング・マチルダ」（Waltzing Matilda）は、オーストラリアの歌。「非公式の国歌」と表現されるほど同国を代表する曲として世界的に広く知られている。
なお、「Waltzing」の実際の発音は「ウォルティング」に近い。

## 歴史など
1895年にウィントンのキャトルステーション「Dagworth Station」に滞在していたジャーナリストのバンジョー・パターソンが、婚約者（サラ・ライリー）の友人クリスティーナ・マクファーソンがツィターで奏でた行進曲風の「Thou Bonnie Wood Of Craigielea」というスコットランド音楽のメロディに歌詞を施したものである。
パターソンによる原詩は同ステーションで起きた労働闘争に関するいくつかの事件に基づき、政治的なメッセージが含まれているとされる。また、サビの歌詞はクリスティーナへの想いが込められているという研究がある。この曲の発表後、パターソンはクリスティーナとの浮気発覚により婚約を解消され、現地を去った。サラはショックで生涯独身を貫いた。その経緯からパターソンは曲や当時の出来事を語ることはなかった。この逸話は1971年にクリスティーナの手書き原稿が発見されたことで明らかになった。
完成後の初披露は1895年4月6日ノースグレゴリーホテルが定説であり、ワルチング・マチルダ・センター（記念博物館）の提案で2012年から4月6日が記念日に制定されたが、その後の研究で異論（8月説）も噴出している。
1902年に詞の権利を紅茶会社ビリー・ティー（Billy Tea）に譲渡。1903年からビリー・ティーのコマーシャルソングに使用されるようになり、この際にビリー・ティーの所有者の妻マリー・コウワンにより詞、曲ともに書き改められた。現在広く知られているのはこのコウワンのバージョンである。歌詞に焚火缶（Billycan）を意味する「ビリー（Billy）」でお湯を沸かす描写があるのはそのためである。
最初の録音（ピアノ伴奏）は1926年にイングランド出身で元豪兵のテナー歌手ジョン・コリンソンによりロンドンで行われた。
1938年に英国のトーマス・ウッドがオーケストラ編曲、バリトン歌手のピーター・ドーソンによりヒットした。これ以降、軽快ながらも重厚な編曲が主流となる。
第二次世界大戦に入り、多数の録音が行われた。また、米海兵隊第1師団が行進曲として採用した。
戦後はバール・アイヴス、ウィリアム・クローソン、ハリー・ベラフォンテ、ジョシュ・ホワイト、南アのMarais & Mirandaなど豪州以外のフォーク歌手によるカバーが相次いだ。
また、1956年メルボルンオリンピックに合わせてオーケストラ演奏の派手な音源が複数作成された。

## 歌の意味

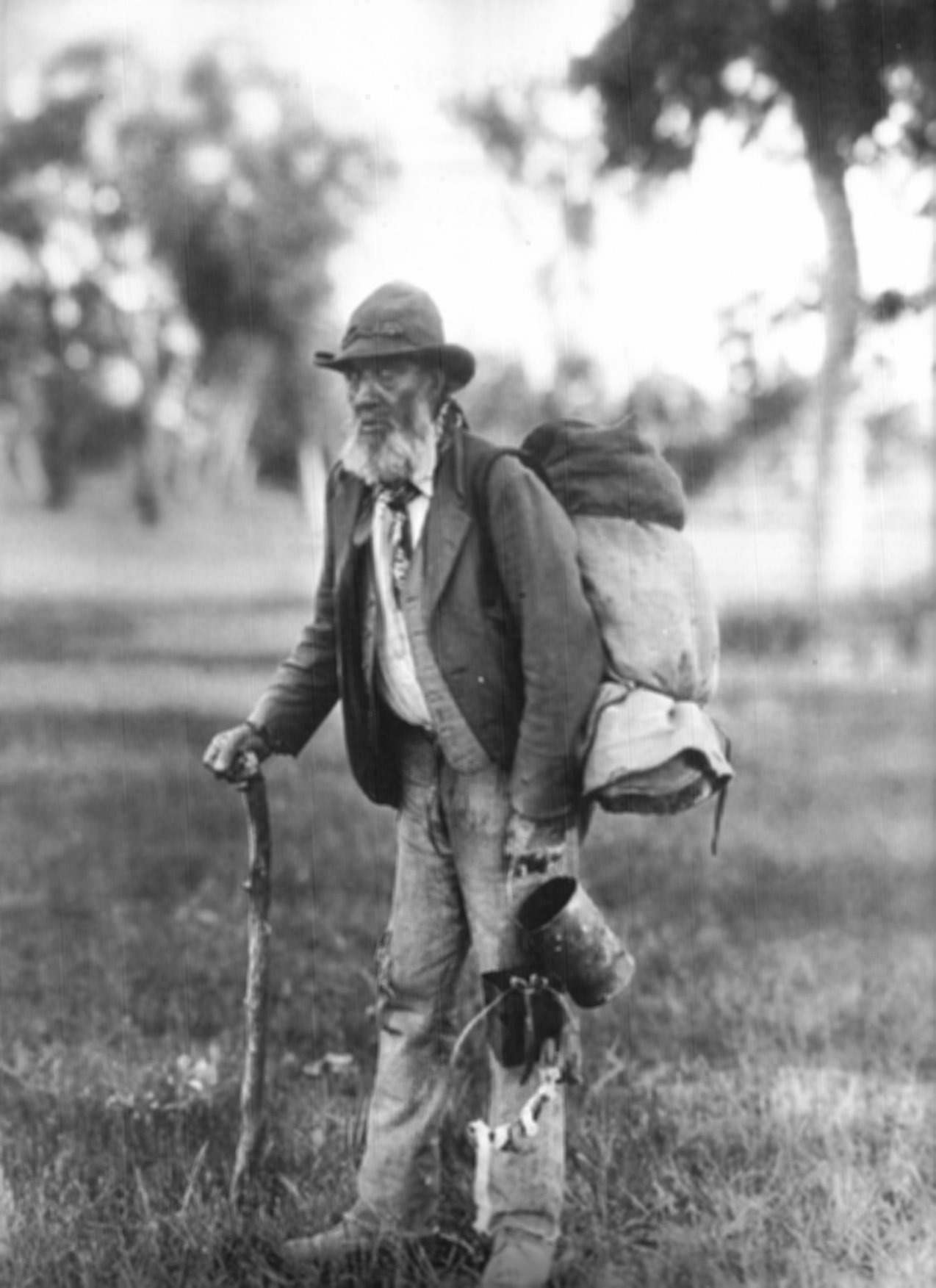
年老いたスワッグマン

貧しい放浪者が羊泥棒を働いて、追いつめられて沼に飛び込んで自殺するというストーリーの歌である。
ワルチングは「当てもなくさまよい歩く」という意味で（この曲は、ワルツの三拍子ではない）、マチルダは「寝袋かその他の寝具が束になったもの」である。身寄りのない一人の貧しい放浪者が毛布だけでオーストラリア大陸をさまようという設定である。
歌詞についてはいろいろバリエーションがあるが、その一つの大意は以下の通り。
ある日、陽気なスワッグマン（Swagman, オーストラリア英語で放浪者の意）がビラボン（同じく三日月湖や大きな水たまり、沼の意）のそばに野宿していると、羊が水を飲みにやって来た。どこかの農場主の羊であるに違いないが、あまりにも飢えていた彼は捕まえて食べた。残りの肉はずだ袋に入れて、歌った。「Who'll come a-walzing Matilda with me? 　誰か俺と一緒にマチルダワルツ（毛布ひとつで放浪）するやつはいないか。」

やがて、3人の警官がやって来た。「お前のその袋の中に、盗んだ羊があるだろう?」。捕まれば縛り首になることがわかっていた彼は「You'll never take ma alive. お前らなんかに、おめおめ生きて捕まるもんか」と言って、沼へと跳びこんだ。

今でもその沼のそばを通れば、幽霊の歌声が聞こえるらしい。「誰か俺と一緒に放浪するやつはいないか?」と。

## オーストラリアを象徴する歌として
マチルダはオーストラリアの代喩となり、例えば、サッカーオーストラリア女子代表は「マチルダズ」と名乗っている。
オーストラリアの国歌である「アドヴァンス・オーストラリア・フェア」とともに、愛国的な歌として認識されてきた。1976年モントリオールオリンピックで演奏され、また、ニュージーランドのラグビーチーム、オールブラックスの「オールブラックスハカ」(All Blacks haka) に対応して、ラグビーユニオンの聖歌とされ、またオージーフットボール (Australian Football League, AFL) の決勝戦で毎年「アドバンス・オーストラリア・フェア」と共に演奏される。公式な認定はないが、多くの機会に歌われる。アメリカ合衆国でいうゴッド・ブレス・アメリカにあたる位置づけの歌として定着している。

## 関連作品
- オーストラリアの歌手エリック・ボーグル (Eric Bogle) が1972年に作詞・作曲した「And the Band Played Waltzing Matilda」は、終盤に「ワルチング・マチルダ」の一節が織り込まれている。同曲はジョーン・バエズやザ・ポーグスなどのカヴァー・ヴァージョンも知られる。
- トム・ウェイツのアルバム『スモール・チェンジ』（1976年）収録曲「トム・トラバーツ・ブルース」は、サビの部分で同曲の一節を引用。
- かつてラジオ・オーストラリアの日本語による短波放送（1990年に廃止）のオープニングジングルには、同曲とワライカワセミの鳴き声が使われていた。
- ネビル・シュートの小説を原作としたスタンリー・クレイマー監督の映画『渚にて』(1959)では、第三次世界大戦で北半球が放射能に汚染され、地球上で最後に残った人類の生存場所である南半球のオーストラリアを舞台と描いている。この映画の中では、同曲が映画のメイン・テーマ的な位置付けでインストゥルメンタルにより繰り返し用いられている。
- シミュレーションゲーム『シド・マイヤーズ シヴィライゼーションⅥ』では、オーストラリアのBGMのモチーフに同曲が使われている。
- かつて神戸・本町にあったカステラの老舗『元祖長崎カステラ総本舗』の前で流されていた。
- 日本のバンドザ50回転ズが2018年にリリースした4thALBUM「ザ50回転ズ」に収録された「マチルダと旅を」は、「ワルチング・マチルダ」をサビに配置し、アイルランド民謡風のアレンジになっている。AメロとBメロはオリジナルのメロディだが、作曲はtraditionalという表記になっている。